# Matteo Giovannetti
Matteo Giovannetti (1322, Viterbo – 1368) foi um pintor italiano que pertenceu à Escola Sienesa, seguindo o estilo de Simone Martini, que passou seus últimos anos em Avignon. Foi também amigo de Petrarca.
Foi chamado à Avinhão pelo Papa Clemente VI para decorar o Palácio dos Papas de Avinhão, liderando um grupo de pintores oriundos de várias partes da Europa.
Trabalhou sozinho, de 1344 a 1345, na chamada Capela de São Marçal de Limoges do Plácio dos Papas, que contêm pinturas narrando a vida do santo.

## References
1. ↑  «Biografia na Web Gallery of Art». Consultado em 5 de janeiro de 2015
2. ↑  «Biografia de Matteo Giovannetti (em italiano)». Consultado em 4 de maio de 2014
3. ↑  «Afrescos no Palácio dos Papas em Avignon». Consultado em 5 de janeiro de 2015